# 五里街镇
五里街镇，是中华人民共和国福建省泉州市永春县下辖的一个乡镇级行政单位。境内有永春白鹤拳发源地大羽村，著名小吃有咯摊

## 行政区划
五里街镇下辖以下地区：
五里街社区、儒林社区、仰贤社区、西安社区、华岩社区、蒋溪村、吾边村、吾东村、高垅村、埔头村和大羽村。